# Ezio Cardi
Ezio Cardi (Bardolino, 24 de octubre de 1948) es un deportista italiano que compitió en ciclismo en la modalidad de pista. Ganó una medalla de bronce en el Campeonato Mundial de Ciclismo en Pista de 1973, en la prueba de velocidad individual

## Medallero internacional
| Campeonato Mundial | Campeonato Mundial     | Campeonato Mundial | Campeonato Mundial       |
| Año                | Lugar                  | Medalla            | Competición              |
| ------------------ | ---------------------- | ------------------ | ------------------------ |
| 1973               | San Sebastián (España) | Medalla de bronce  | Velocidad individual (P) |